# Arnt Rindal
Arnt Magne Rindal (28 de junho de 1938 - 26 de dezembro de 2015) foi um diplomata norueguês.
Começou a trabalhar no Ministério Norueguês dos Negócios Estrangeiros em 1966. Desempenhou serviço na União Soviética, Estados Unidos e na delegação da NATO em Bruxelas. Foi chefe de departamento do Ministério dos Negócios Estrangeiros de 1988 a 1991, e embaixador da Noruega na Polónia de 1991 a 1996, e sub-secretário de estado interino no Ministério de 1996 de 1999. Foi depois embaixador na Roménia (simultaneamente na Bulgária e Moldávia) de 1999 a 2003 e em Portugal de 2003 a 2006.